# Dan Miller
Daniel Miller, detto Dan (Highland Park, 30 maggio 1942), è un politico statunitense, membro della Camera dei Rappresentanti per lo stato della Florida dal 1993 al 2003.

## Biografia
Nato nel Michigan, Miller si trasferì da bambino in Florida e compì lì i suoi studi. In seguito frequentò la Emory University e intraprese una carriera nel mondo degli affari.
Nel 1992 entrò in politica con il Partito Repubblicano e si candidò alla Camera dei Rappresentanti, venendo eletto. I votanti lo riconfermarono per altri quattro mandati, finché si ritirò nel 2003 per rispettare la promessa di non servire più di dieci anni come deputato.
Al Congresso era noto per essere un conservatore, soprattutto in materia fiscale. Miller era in visita in una scuola elementare insieme al Presidente Bush la mattina dell'11 settembre 2001, quando vennero informati dell'attentato al World Trade Center.